# Miah Davis
Jeremiah William Davis, detto Miah (Bremerton, 12 febbraio 1981), è un ex cestista statunitense, professionista nella NBDL, in Polonia, Germania, Cipro, Grecia e Belgio.